# Apaustis heliophila
Apaustis heliophila là một loài bướm đêm trong họ Noctuidae.